# 68 Virginis
68 Virginis (i Virginis) é uma estrela na direção da Virgo. Possui uma ascensão reta de 13h 26m 43.24s e uma declinação de −12° 42′ 27.4″. Sua magnitude aparente é igual a 5.27. Considerando sua distância de 505 anos-luz em relação à Terra, sua magnitude absoluta é igual a −0.68. Pertence à classe espectral K5III.